# Lionel Richie (album)
Lionel Richie (1982) è il primo album di Lionel Richie.

## Tracce
1. Serves You Right – 5:08
2. Wardering Stranger – 5:32
3. Tell Me – 5:28
4. My Love – 4:05
5. Round And Round – 4:54
6. Truly – 3:21
7. You Are – 5:01
8. You Mean More To Me – 3:03
9. Just Put Some Love In Your Heart – 1:24

## Formazione
Musicisti
- Lionel Richie – voce, pianoforte acustico (tracce 4, 6, 8), Fender Rhodes (traccia 7)
- Nathan Watts – basso (traccia 1)
- Joe Chemay – basso (tracce 2, 6, 8)
- Nathan East – basso (traccia 4)
- John Robinson – batteria (tracce 1, 5, 7)
- Leon Chancler – batteria (tracce 2, 4)
- Paul Leim – batteria (tracce 3, 6, 8)
- Paul Jackson Jr. – chitarra elettrica (tracce 1, 2, 6)
- Fred Tackett – chitarra acustica (traccia 2)
- Joe Walsh – chitarra elettrica (traccia 2)
- Richie Zito –  chitarra elettrica (traccia 3)
- Darrell Jones – chitarra elettrica (tracce 4, 5, 7), chitarra acustica (traccia 8)
- Tim May – chitarra acustica (traccia 6)
- Greg Phillinganes – Fender Rhodes (traccia 1), Roland Jupiter 8 (traccia 1), Minimoog (traccia 1)
- Clarence McDonald – Fender Rhodes (traccia 2)
- Michael Lang – pianoforte acustico (traccia 2, 9), Fender Rhodes (traccia 9)
- David Cochrane – Prophet-5 (traccia 3), chitarra elettrica (tracce 3, 7), sintetizzatore basso (tracce 3, 7), cori (tracce 3, 7), pianoforte acustico (traccia 5), basso (traccia 5), sassofono (traccia 5)
- Michael Boddicker – sintetizzatore (tracce 3, 5, 7), vocoder (tracce 3, 5, 7)
- Bill Payne – Fender Rhodes (traccia 6)
- Lenny Castro – percussioni (traccia 1)
- Paulinho da Costa – percussioni (tracce 2, 5, 7)
- Rick Shlosser – percussioni (traccia 5)
- Harry Bluestone – primo violino (tracce 2-9)
- James Anthony Carmichael – celeste (traccia 8)
- Howard Kenney – cori (tracce 1, 5, 7)
- Richard Marx – cori (tracce 1, 2, 7, 8)
- Deborah Thomas – cori (tracce 2, 3, 5, 7)
- Jimmy Connors – cori (traccia 3)
- Kenny Rogers – cori (traccia 4)
- Kin Vassy – cori (traccia 4)
- Terry Williams – cori (4)
- Thomas Dolby  – cori (traccia 7)

Orchestra
- Louise Di Tullo – flauto (tracce 3, 6, 9)
- Art Maebe – corno francese (tracce 3, 4, 6, 8, 9)
- Richard Perissi – corno francese (tracce 3, 6, 9)
- Henry Sigismonti – corno francese (tracce 3, 6, 9)
- Jim Atkinson – corno francese (tracce 4, 8)
- David Duke – corno francese (tracce 4, 8)
- Brian O'Connor – corno francese (tracce 4, 8)
- William Green – sassofono (tracce 5, 7)
- Ernie Watts – sassofono (tracce 5, 7)
- Lew McCreary – trombone (tracce 4, 5, 7, 8)
- Bill Reichenbach, Jr. – trombone (tracce 4, 5, 7, 8)
- Gary Grant – tromba (tracce 4, 5, 7, 8)
- Jerry Hey – tromba (tracce 4, 5, 7, 8)
- Walter Johnson – tromba (tracce 4, 5, 7, 8)
- Warren Luening – tromba (tracce 4, 5, 7, 8)
- Bob Findley – tromba (tracce 5, 7)
- Don Ashworth – fiati (tracce 4, 8)
- Gene Cipriano – fiati (tracce 4, 8)
- Gary Herbig – fiati (tracce 4, 8), sassofono (tracce 5, 7)
- Larry Williams – fiati (tracce 4, 8)
- Jesse Ehrlich – violoncello (tracce 2, 3, 6, 9)
- Armand Kaproff – violoncello (tracce 2, 3, 6, 9)
- Paula Hochhalter – violoncello (tracce 2, 6, 9)
- Dennis Karmazyn – violoncello (tracce 2, 6, 9)
- Arni Egilsson – contrabbasso (tracce 2, 6, 9)
- Buell Neidlinger – contrabbasso (tracce 2, 6, 9)
- Ray Brown – contrabbasso (tracce 4, 5, 7, 8)
- Morty Corb – contrabbasso (tracce 4, 5, 7, 8)
- Gayle Levant – arpa (tracce 2, 4-9)
- Alan DeVeritch – viola (tracce 2, 3, 6, 9)
- Allan Harshman – viola (tracce 2, 3, 6, 9)
- Virginia Majewski – viola (tracce 2, 3, 6, 9)
- Gareth Nuttycombe – viola (tracce 2, 3, 6, 9)
- Bonnie Douglas – violino (tracce 2, 3, 6, 9)
- Assa Drori – violino (tracce 2, 3, 6, 9)
- Endre Granat – violino (tracce 2, 3, 6, 9)
- Joy Lyle – violino (tracce 2, 3, 6, 9)
- Donald Palmer – violino (tracce 2, 3, 6, 9)
- Henry Roth – violino (tracce 2, 3, 6, 9)
- Sheldon Sanov – violino (tracce 2, 3, 6, 9)
- Jack Shulman – violino (tracce 2, 3, 6, 9)
- Paul Shure – violino (tracce 2, 3, 6, 9)
- Mari Tsumura-Botnick – violino (tracce 2, 3, 6, 9)
- Charles Veal, Jr. – violino (tracce 2, 3, 6, 9)
- Rollice Dale – archi (tracce 4, 5, 7, 8)
- Henry Ferber – archi (tracce 4, 5, 7, 8)
- Ronald Folsom – archi (tracce 4, 5, 7, 8)
- William Henderson – archi (tracce 4, 5, 7, 8)
- William Kurasch – archi (tracce 4, 5, 7, 8)
- Erno Neufeld – archi (tracce 4, 5, 7, 8)
- Nathan Ross - archi (tracce 4, 5, 7, 8)
- Myron Sandler – archi (tracce 4, 5, 7, 8)
- David Schwartz – archi (tracce 4, 5, 7, 8)
- Fred Seykora – archi (tracce 4, 5, 7, 8)
- David Speltz – archi (tracce 4, 5, 7, 8)
- Mari Tsumura – archi (tracce 4, 5, 7, 8)
- Tibor Zelig – archi (tracce 4, 5, 7, 8)

## Classifiche

### Classifiche settimanali
| Classifica (1982/83) | Posizione massima |
| -------------------- | ----------------- |
| Canada               | 5                 |
| Regno Unito          | 9                 |
| Stati Uniti          | 3                 |
| Stati Uniti (R&B)    | 1                 |

### Classifiche di fine anno
| Classifica (1983) | Posizione |
| ----------------- | --------- |
| Stati Uniti       | 6         |